# Bernard Borderie
Bernard Borderie (Parigi, 10 giugno 1924 – Parigi, 28 maggio 1978) è stato un regista francese.

## Biografia
Bernard Borderie nacque a Parigi il 10 giugno 1924, figlio del produttore Raymond Borderie. Dopo aver lavorato come illustratore, passò al cinema dapprima come aiuto regista, poi come regista. Nel 1951 realizzò il primo film a soggetto, La ragazza di Trieste, una produzione franco-italiana. In seguito diresse alcuni film d'azione lanciando il personaggio di Lemmy Caution, un agente della CIA interpretato da Eddie Constantine, e quello del Gorilla, interpretato da Lino Ventura. 
Divenne celebre negli anni '60 per la serie imperniata sul personaggio di Angelica, eroina dei romanzi scritti da Anne e Serge Golon, ma diresse anche altri film di largo successo, di genere cappa e spada, noir, commedia o poliziesco. A partire dalla metà degli anni '70 preferì dedicarsi alla regia di fiction televisive. Ammalatosi di cancro, morì a soli 53 anni nel 1978.

## Filmografia

### Regista

#### Cinema
- La fabrication du savon – cortometraggio (1949)
- Rendez-vous à Paris – cortometraggio (1951)
- Bon voyage mademoiselle – cortometraggio (1951)
- La ragazza di Trieste (Les loups chassent la nuit) (1952)
- FBI divisione criminale (La môme vert-de-gris) (1953)
- Operazione dollari (Les femmes s'en balancent) (1954)
- Une escale au Caire – cortometraggio documentaristico (1954)
- Rendez-vous avec Paris – cortometraggio (1954)
- Shaitan, il diavolo avventuroso (Fortune carrée) (1955)
- Tahiti ou la joie de vivre (1957)
- Le signore preferiscono il mambo (Ces dames préfèrent le mambo) (1957)
- Il gorilla vi saluta cordialmente (Le gorille vous salue bien) (1958)
- Sangue sull'asfalto (Délit de fuite) (1959)
- Spionaggio sotto quattro bandiere (La valse du gorille) (1959)
- Sergent X (1960)
- Il magnifico detective (Comment qu'elle est!) (1960)
- La rapina di Montparnasse (Le caïd) (1960)
- I tre moschettieri (Les trois mousquetaires: Les ferrets de la reine) (1961)
- La vendetta dei moschettieri (Les trois mousquetaires: La vengeance de Milady) (1961)
- L'inesorabile detective (Lemmy pour les dames) (1962)
- Il guascone (Le chevalier de Pardaillan) (1962)
- Rocambole (Rocambole) (1963)
- L'agente federale Lemmy Caution (À toi de faire... mignonne) (1963)
- Le armi della vendetta (Hardi Pardaillan!) (1964)
- Angelica (Angélique, Marquise des Anges) (1964)
- Angelica alla corte del re (Merveilleuse Angélique) (1965)
- La meravigliosa Angelica (Angélique et le roy) (1966)
- Pattuglia anti gang (Brigade antigangs) (1966)
- La primula rosa (Sept hommes et une garce) (1966)
- L'indomabile Angelica (Indomptable Angélique) (1967)
- Angelica e il gran sultano (Angélique et le sultan) (1968)
- Catherine, un solo impossibile amore (Catherine, il suffit d'un amour) (1969)
- Le eccitanti guerre di Adeline (À la guerre comme à la guerre) (1972)

#### Televisione
- Jo Gaillard – serie TV, 1 episodio (1975)
- Les Mohicans de Paris – serie TV, 8 episodi (1975)
- Les douze légionnaires – serie TV, 13 episodi (1976)
- Ces beaux messieurs de Bois-Doré – miniserie TV, 5 episodi (1976-1977)
- Gaston Phébus – miniserie TV, 6 episodi (1978)

### Sceneggiatore

#### Cinema
- La fabrication du savon – cortometraggio (1949)
- La ragazza di Trieste (Les loups chassent la nuit) (1952)
- FBI divisione criminale (La môme vert-de-gris) (1953)
- Operazione dollari (Les femmes s'en balancent) (1954)
- Shaitan, il diavolo avventuroso (Fortune carrée) (1955)
- Tahiti ou la joie de vivre (1957)
- Le signore preferiscono il mambo (Ces dames préfèrent le mambo) (1957)
- Il gorilla vi saluta cordialmente (Le gorille vous salue bien) (1958)
- Sangue sull'asfalto (Délit de fuite) (1959)
- Spionaggio sotto quattro bandiere (La valse du gorille) (1959)
- Il magnifico detective (Comment qu'elle est!) (1960)
- I tre moschettieri (Les trois mousquetaires: Les ferrets de la reine) (1961)
- La vendetta dei moschettieri (Les trois mousquetaires: La vengeance de Milady) (1961)
- L'inesorabile detective (Lemmy pour les dames) (1962)
- Il guascone (Le chevalier de Pardaillan) (1962)
- Rocambole (Rocambole) (1963)
- L'agente federale Lemmy Caution (À toi de faire... mignonne) (1963)
- Le armi della vendetta (Hardi Pardaillan!) (1964)
- Angelica (Angélique, Marquise des Anges) (1964)
- Angelica alla corte del re (Merveilleuse Angélique) (1965)
- La meravigliosa Angelica (Angélique et le roy) (1966)
- Pattuglia anti gang (Brigade antigangs) (1966)
- La primula rosa (Sept hommes et une garce) (1966)
- L'indomabile Angelica (Indomptable Angélique) (1967)
- Angelica e il gran sultano (Angélique et le sultan) (1968)
- Catherine, un solo impossibile amore (Catherine) (1969)
- Le eccitanti guerre di Adeline (À la guerre comme à la guerre) (1972)

#### Televisione
- Jo Gaillard – serie TV, 1 episodio (1975)
- Les douze légionnaires – serie TV, 13 episodi (1976)
- Ces beaux messieurs de Bois-Doré – miniserie TV, 4 episodi (1976-1977)
- Gaston Phébus – miniserie TV, 6 episodi (1978)

### Produttore
- L'agente federale Lemmy Caution (À toi de faire... mignonne) (1963)

## Riconoscimenti
- 1955 – San Sebastián International Film Festival
  - Nomination Miglior film per Shaitan, il diavolo avventuroso